# 郭文魁
郭文魁（1915年6月18日—1999年9月16日）中国地质学与矿床学家。

## 生平
1915年生于河南安阳，1937年毕业于北京大学地质系。1980年当选为中国科学院学部委员(院士)。曾任地质部地质研究所研究员、所长、名誉所长。长期从事区域地质与矿床地质调查。